# 交差弾力性
交差弾力性（こうさだんりょくせい, 英: Cross elasticity）、または需要の交差弾力性（英: Cross elasticity of demand）とは、ある財の価格が1%変化したときの、他の財の需要量の変化率のこと。交差弾力性が正の場合は2つの財は互いに代替関係にあり、ゼロの場合は独立関係にあり、負の場合は補完関係にあるという。

## 概要
財Aの価格pA の変化ΔpA に対し、財Bの需要量qB がΔqB だけ変化したとき、交差弾力性{\displaystyle \eta _{BA}}は次式で与えられる：
{\displaystyle \eta _{BA}={\frac {\Delta q_{B}/q_{B}}{\Delta p_{A}/p_{A}}}={\frac {(q_{B}^{\prime }-q_{B})/q_{B}}{(p_{A}^{\prime }-p_{A})/p_{A}}}}
ただし、{\displaystyle p_{A}^{\prime }}は財Aの新しい価格で、{\displaystyle q_{B}^{\prime }}は価格変化後の財Bの需要量である。
交差弾力性の符号は、2つの財の間の関係を示す。財Aと財Bが補完関係にある場合、AはBと共に消費されるということであるから、Bの価格が上昇すると（Bへの需要が減少するので）、Aの需要量も減少する。同様に、財Bの価格が低下すると（財Bへの需要が増加するので）、財Aへの需要が増加する。需要の交差弾力性は負になる。
AとBが代替関係にある場合（例えばマクドナルドやドミノピザ）、財Bの価格が上昇すると消費者は財Aへの需要を増やすため、交差弾力性は正になる。

## 歴史

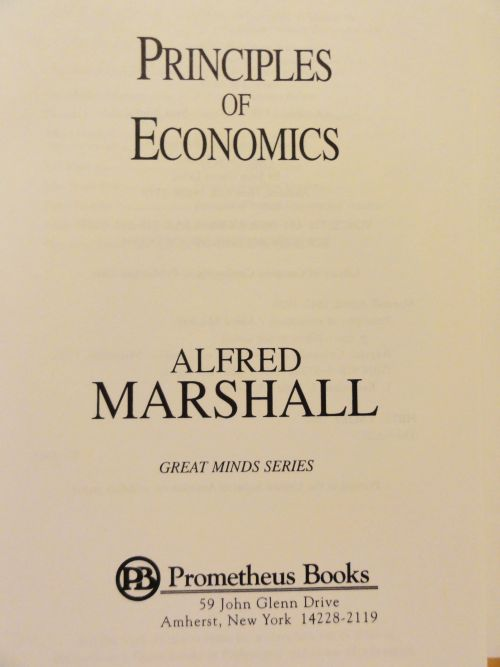
需要の交差弾力性の概念が最初に提示されたアルフレッド・マーシャルの本

需要の交差弾力性の概念はアルフレッド・マーシャルに最初に提唱された。セロファンの誤謬のケースでは、ジョージ・ストッキングは、ある財の価格の変化は競合関係にある財の価格の変化を引き起こすと考え、2つ財の価格の動きについて調べた。1924年から1940年にかけて、デュポンのセロファンの価格は、競合他社の価格とは独立して変動した。それは、セロファンと競合他社の財は実は競合関係にないことを示唆した。セロファンの価格は次の3つの要因によって変化することを整理した。
1. 競合製品の価格変化による需要の変化
2. セロファンの供給量の変化
3. 競合製品の費用曲線の傾きと位置

つまり、価格の変動はコストの変化と需要の変化の両方から生じるため、2つの財間の競争関係は、価格変動から単純に推察することはできない。そこで、一方の財の価格の変化がもう一方の財の需要にどのような影響を与えるのかを測る指標として、需要の交差弾力性の概念が提示された。

## 解釈
財Bの需要の財Aの価格に対する交差弾力性を{\displaystyle \eta _{BA}}とする。
{\displaystyle \eta _{BA}>0} は、2つの財が代替関係にあることを意味する。財Aの価格が上昇すると、財Bへの需要が増加する。例えば、「マーガリンの価格に対するバターの需要の交差弾力性」が0.81であるとする。マーガリンの価格が1%上昇すると、バターの需要は0.81%増加する。
{\displaystyle \eta _{BA}<0} は、2つの財が補完関係にあることを意味する。財Aの価格が上昇すると、財Bへの需要が増加する。例えば、「映画チケットの価格に対するポップコーンの需要の交差弾力性」が -0.72であるとする。映画チケットの価格が1%上昇すると、ポップコーンへの需要は0.72%減少する。
{\displaystyle \eta _{BA}=0} は、2つの財が独立している（財Aの価格の変化は財Bの需要を変化させない）ことを意味する。例えば、パンと自動車は互いに独立していると考えられる（自動車の価格が上昇しても、パンの需要量は変化しない）。
| 交差弾力性の符号 | 弾力性の範囲 | 財は互いに                   |
| ---------------- | ------------ | ---------------------------- |
| 負               | −∞           | 完全補完                     |
| 負               | (−∞，0)      | 補完                         |
| 0                | 0            | 独立（代替でも補完でもない） |
| 正               | (0, +∞)      | 代替                         |
| 正               | +∞           | 完全代替                     |

|  |  |  |

### 弾力性
需要の交差弾力性が正でその絶対値が大きいほど、2つの財の代替性が高くなる。したがって、それらの財の間の競争は激しい。財が互いに代替関係にあっても、財の製品差別化の程度が大きければ、需要の交差弾力性の絶対値は低くなる。
需要の交差弾力性が負で、その絶対値が大きいほど、2つの財の補完性は高くなる。

#### 弾力的なケース
{\displaystyle |\eta _{BA}|>1}
需要の交差弾力性の絶対値が1よりも大きいとき、弾力的（Elastic）であるという。財Aの価格の変化率よりも財Bの需要の変化率が大きい。

#### 非弾力的なケース
{\displaystyle |\eta _{BA}|<1}
需要の交差弾力性の絶対値が1よりも小さいとき、非弾力的（Inelastic）であるという。財Aの価格の変化率よりも財Bの需要の変化率が小さい。

#### 弾力性が1のケース
{\displaystyle |\eta _{BA}|=1}
需要の交差弾力性の絶対値が1であるとき、単位弾力的な需要（Unitary demand）であるという。財Aの価格の変化率と財Bの需要の変化率が等しい。

### 代替率
財同士が代替関係にある場合、製品Aの需要がどれだけ財Bに切り替わるかを定量化する代替率は、「交差弾力性」と「需要の同じ財の価格に対する弾力性（the own-elasticity）」の比率に「財Bの需要」と「財Aの需要」の比率を掛けたもので測られる。